# Quiebras bancarias de Estados Unidos de 2023

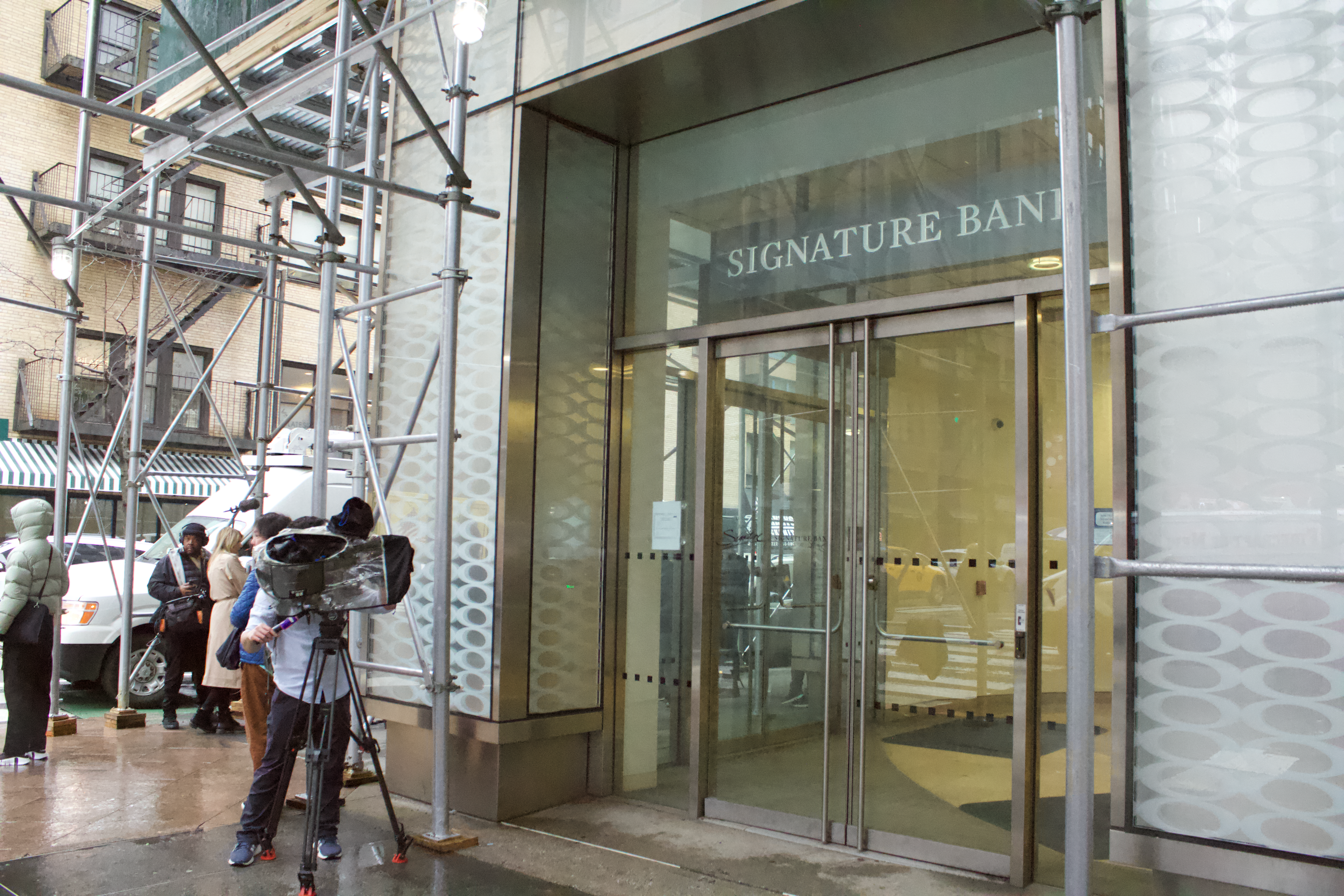
Equipo de prensa fuera de una sucursal de Signature Bank en Nueva York el 13 de marzo de 2023

Las quiebras bancarias de Estados Unidos de 2023 hacen referencia al colapso durante marzo de 2023 de tres grandes bancos en los Estados Unidos con una exposición significativa al sector de tecnología y criptomonedas.
El primer banco en quebrar, Silvergate Bank, anunció que cerraría el 8 de marzo debido a las pérdidas sufridas en su cartera de préstamos. Tras el colapso de Silvergate Bank, se produjo el pánico bancario en Silicon Valley Bank, un banco que había prestado grandes sumas de dinero a nuevas empresas de tecnología, lo que provocó el colapso de Silicon Valley Bank y fue absorbido por los reguladores el 10 de marzo. Signature Bank, un banco que frecuentemente hacía negocios con firmas de criptomonedas, fue cerrado por los reguladores dos días después, el 12 de marzo, y los reguladores citaron riesgos sistémicos. Los colapsos de Silicon Valley Bank y Signature Bank fueron la segunda y tercera fallas bancarias más grandes en la historia de los Estados Unidos, solo menores que el colapso de Lehman Brothers y Washington Mutual en 2008 durante la crisis financiera de 2008.
En respuesta a las quiebras bancarias, la Junta de Gobernadores de la Reserva Federal, la Corporación Federal de Seguro de Depósitos y el Departamento del Tesoro de los Estados Unidos anunciaron en un comunicado conjunto que se tomarían medidas extraordinarias para garantizar que todos los depósitos en los bancos en quiebra fueran honrados. con la Reserva Federal anunciando por separado la creación del Programa de financiación a plazo bancario (BTFB), un programa que ofrecería préstamos de hasta un año de duración a bancos, asociaciones de ahorro, uniones de crédito y otras instituciones de depósito elegibles que se comprometan con los EE. UU. bonos del tesoro, deuda de agencia y valores respaldados por hipotecas, y otros activos calificados como garantía.

## Antecedentes
Varios grandes bancos dentro de los Estados Unidos ganaron exposición en el mercado de criptomonedas y empresas relacionadas con criptomonedas antes y durante la Pandemia de COVID-19.  Entre estos bancos se encontraban Silvergate Bank, Silicon Valley Bank y Signature Bank, que colapsaron en marzo del 2023.

## Bancos afectados

### Silvergate Bank
Silvergate Bank es un banco con sede en California que comenzó a operar en 1988 como una asociación de ahorro y préstamo. En la década de 2010, el banco comenzó a brindar servicios bancarios a los jugadores dentro del mercado de criptomonedas. El banco buscó la aprobación regulatoria en el verano de 2014 para hacer negocios con firmas de criptomonedas. El banco amplió significativamente los activos en su balance general, duplicando sus activos en su año fiscal 2017 a $ 1900 millones, al prestar servicios de intercambio de criptomonedas y otras empresas que estaban involucradas en el negocio de las criptomonedas que no podían obtener financiamiento de bancos más grandes y conservadores. A pesar de su rápido crecimiento, la empresa mantuvo una huella física pequeña; en 2018, el banco tenía solo tres sucursales, todas ubicadas en el sur de California.  Para el cuarto trimestre de 2022, el 90 % de los depósitos del banco estaban relacionados con criptomonedas, con más de mil millones de dólares en depósitos vinculados a Sam Bankman-Fried.
Además de brindar servicios bancarios tradicionales a sus clientes de criptomonedas, el banco operaba como una cámara de compensación para sus clientes bancarios; se involucró en el negocio de resolver y liquidar transacciones en tiempo real a través de su Silvergate Exchange Network patentada. La red permitía a un cliente enviar pagos en dólares estadounidenses desde sus cuentas en Silvergate a las de otro cliente del banco sin requerir una transferencia bancaria interbancaria. Debido a la relativa rapidez de la liquidación de transacciones lograda en la red de Silvergate, una gran cantidad de empresas de criptomonedas establecieron cuentas con el banco para aprovechar los rápidos tiempos de liquidación de transacciones de Silvergate.

### Silicon Valley Bank
Silicon Valley Bank (SVB) fue un banco comercial fundado en 1983 y con sede en Santa Clara, California. Hasta su colapso, SVB era el decimosexto banco más grande de los Estados Unidos y estaba fuertemente sesgado hacia el servicio a empresas e individuos de la industria de la tecnología. Casi la mitad de las empresas de tecnología y atención médica respaldadas por capital de riesgo de EE. UU. fueron financiadas por SVB. Empresas como Airbnb, Cisco, Fitbit, Pinterest y Block, Inc. han sido clientes del banco.  Además de financiar empresas respaldadas por empresas, SVB era conocida como una fuente de banca privada, líneas de crédito personales e hipotecas para empresarios tecnológicos. Según la FDIC, tenía $ 209 mil millones en activos a fines del 2022.

### Signature Bank
Signature Bank era un banco con sede en la ciudad de Nueva York fundado en el 2001. El banco comenzó como una subsidiaria de Bank Hapoalim que aceptaba clientes con activos de alrededor de $ 250,000, prestando a pequeñas empresas con sede en la ciudad de Nueva York y en el área metropolitana circundante. El banco brindó financiamiento dentro del mercado de vivienda de alquiler residencial multifamiliar en el área metropolitana de Nueva York a partir del 2007, aunque comenzó a reducir su exposición al mercado durante la década del 2010. Para 2019, poco más de las cuatro décimas partes del valor de los préstamos del banco se otorgaron a propietarios de viviendas multifamiliares en el área metropolitana de Nueva York, lo que comprende $ 15.8 mil millones de los $ 38.9 mil millones en préstamos netos del banco en ese momento.
A partir del 2018, Signature Bank comenzó a cortejar a los clientes en la industria de las criptomonedas, asegurando contrataciones con experiencia en el área con el objetivo de alejarse de su dependencia de los préstamos inmobiliarios. La cantidad de depósitos retenidos en el banco se expandió significativamente, con depósitos que aumentaron de aproximadamente $36,300 millones al final del año fiscal 2018 a $104,000 millones en agosto de 2022; ese mes, más de una cuarta parte de los depósitos del banco eran de empresas de criptomonedas. Sus clientes del sector de las criptomonedas incluían grandes operadores de intercambio de criptomonedas, como Celsius Network y Binance. A principios de 2023, Signature Bank se había convertido en el segundo mayor proveedor de servicios bancarios para la industria de las criptomonedas, solo superado por Silvergate Bank.
Además de brindar servicios bancarios tradicionales a los clientes de criptomonedas, Signature Bank abrió una red de pago patentada para usar entre sus clientes de criptomonedas. La red de pago, Signet, se abrió en 2019 para clientes aprobados y permitió la liquidación bruta en tiempo real de transferencias de fondos a través de blockchain sin terceros ni tarifas de transacción. A fines de 2020, Signature Bank tenía 740 clientes que usaban Signet. La red continuó expandiéndose durante los años siguientes; tanto Coinbase como la moneda estable vinculada al dólar TrueUSD se integraron con Signet en 2022 y 2021, respectivamente.

## Colapso bancario en cadena

### Silvergate Bank
A pesar de realizar la mayoría de sus negocios con empresas de criptomonedas, la cartera de inversiones de Silvergate Bank era bastante conservadora; la empresa tomó grandes posiciones en valores respaldados por hipotecas, así como en bonos estadounidenses. Este tipo de activos, si bien son confiables para ser pagados en su totalidad hasta su fecha de vencimiento, conllevan riesgos asociados con cambios en las tasas de interés; existe una relación inversa entre el valor de mercado de un bono y el rendimiento del bono. A medida que las tasas de interés se dispararon durante el aumento de la inflación de 2021 a 2023, el precio de mercado de estos valores disminuyó significativamente. Cuando estas pérdidas no se realizan, esto generalmente no hace que el banco deje de operar, ya que el banco recibirá el pago completo según los términos originales del bono. Sin embargo, si se ve obligado a vender estos valores a un precio de mercado más bajo, las pérdidas en este tipo de activos se realizan, lo que presenta riesgos significativos para la capacidad del banco para continuar operando.
Silvergate sufrió una corrida bancaria a raíz de la quiebra de FTX; los depósitos de firmas relacionadas con criptomonedas cayeron un 68% en el banco, y el banco enfrenta solicitudes de sus clientes para retirar más de $ 8 mil millones en depósitos. Como Silvergate no tenía suficiente efectivo disponible para satisfacer los retiros de depósitos, el banco comenzó a vender sus activos con grandes pérdidas; la compañía obtuvo una pérdida de $718 millones en ventas de activos relacionados con retiros solo en el cuarto trimestre fiscal de 2022. El banco, en un comunicado público, dijo que era solvente a fines del cuarto trimestre de 2022, con una hoja de activos que contenía activos por $ 4600 millones en efectivo y $ 5600 millones en títulos de deuda líquidos, con $ 3800 millones en obligaciones de depósito. Silvergate enfrentó fuertes restricciones financieras en los próximos meses, vendiendo activos con pérdidas y tomando prestados $3.6 mil millones del Federal Home Loan Bank of San Francisco para mantener su liquidez. Silvergate escribió en una presentación regulatoria el 1 de marzo que el banco corría el riesgo de perder su condición de banco bien capitalizado y que enfrentaba riesgos relacionados con su capacidad para continuar operando.
Enfrentando pérdidas continuas por la venta de valores a precio de mercado, Silvergate emitió un aviso público el 8 de marzo de 2023, diciendo que se sometería a una liquidación voluntaria y devolvería todos los fondos depositados a sus respectivos propietarios.

### Silicon Valley Bank
Silicon Valley Bank registró un aumento de sus tenencias de depósitos durante la pandemia de COVID-19, cuando el sector tecnológico experimentó un período de crecimiento. En 2021, compró bonos del Tesoro a largo plazo para capitalizar el aumento de los depósitos. Sin embargo, el valor de mercado actual de estos bonos disminuyó cuando la Reserva Federal elevó las tasas de interés para frenar el aumento de la inflación de 2021-2023. Las tasas de interés más altas también elevaron los costos de los préstamos en toda la economía y algunos clientes de Silicon Valley Bank comenzaron a sacar dinero para satisfacer sus necesidades de liquidez. Para recaudar efectivo para pagar los retiros de sus depositantes, SVB anunció el 8 de marzo que había vendido más de US $ 21 mil millones en valores, tomó prestados US $ 15 mil millones y realizaría una venta de emergencia de algunas de sus acciones propias para recaudar US $ 2,25 mil millones. El anuncio, junto con las advertencias de destacados inversores de Silicon Valley, provocó una corrida bancaria ya que los clientes retiraron fondos por un total de 42.000 millones de dólares al día siguiente.
El 10 de marzo de 2023, como resultado de la corrida bancaria, el Departamento de Innovación y Protección Financiera de California (DFPI) incautó SVB y lo colocó bajo la administración judicial de la Corporación Federal de Seguros de Depósitos (FDIC). La FDIC estableció un banco nacional de seguro de depósitos, el Banco Nacional de Seguro de Depósitos de Santa Clara, para atender depósitos asegurados y anunció que comenzaría a pagar dividendos por depósitos no asegurados la semana siguiente; los dividendos se financiaron con los ingresos de la venta de los activos de SVB. Alrededor del 89 por ciento de los 172.000 millones de dólares estadounidenses en pasivos de depósitos del banco excedieron el máximo asegurado por la FDIC. Dos días después de la quiebra, la FDIC recibió autorización excepcional del Tesoro y anunció junto con otras agencias que todos los depositantes tendrían pleno acceso a sus fondos a la mañana siguiente. Una subasta inicial de los activos de Silicon Valley Bank el mismo día atrajo una sola oferta, después de que PNC Financial Services y RBC Bank se negaron a hacer ofertas. La FDIC rechazó esta oferta y planea realizar una segunda subasta para atraer ofertas de los principales bancos, ahora que la designación de riesgo sistémico del banco permite que la FDIC asegure todos los depósitos. El banco fue reabierto más tarde como un banco puente recién organizado, Silicon Valley Bridge Bank, N. A.

### Signature Bank
A medida que los precios de las criptomonedas cayeron significativamente en 2022, particularmente después del colapso del intercambio de criptomonedas FTX, los depositantes en Signature Bank comenzaron a retirar depósitos por una suma de miles de millones de dólares; a fines de 2022, los depósitos en el banco totalizaron alrededor de $ 88,6 mil millones, por debajo de los $ 106,1 mil millones en depósitos mantenidos a principios de año, un momento en que más de una cuarta parte de los depósitos estaban en manos de entidades relacionadas con activos digitales. Hacia fines de 2022, Signature Bank cortó los lazos comerciales con el intercambio de criptomonedas Binance, buscando reducir la exposición del banco al riesgo asociado con el mercado de criptomonedas. Según el miembro de la junta de Signature Bank, Barney Frank, Signature Bank se vio afectado por una corrida bancaria multimillonaria el viernes 10 de marzo, y los depositantes expresaron su preocupación por los riesgos relacionados con las criptomonedas que afectan al banco. La confianza de los inversores en el banco también se vio gravemente afectada, y las acciones del banco cayeron un 23% ese viernes, el día en que colapsó el banco de Silicon Valley, lo que marcó la mayor caída en un solo día del valor de Signature Bank en sus 22 años de historia.
El 12 de marzo de 2023, dos días después del colapso de Silicon Valley Bank, los reguladores del Departamento de Servicios Financieros del Estado de Nueva York cerraron Signature Bank en lo que es el tercer mayor colapso bancario en la historia de EE. UU. El banco no pudo cerrar una venta o reforzar sus finanzas antes de que los mercados abrieran el lunes por la mañana para proteger sus activos después de que los clientes comenzaran a retirar sus depósitos a favor de instituciones más grandes y los accionistas del banco perdieran todos los fondos invertidos. El banco fue colocado bajo administración judicial por la FDIC, que inmediatamente estableció Signature Bridge Bank, N.A. para operar sus activos comercializados a los postores.
Signature Bank había estado bajo múltiples investigaciones federales que estaban en curso en el momento del colapso del banco con respecto al rigor de sus medidas contra el lavado de dinero. El Departamento de Justicia de EE. UU. abrió una investigación penal sobre si la empresa estaba realizando la diligencia debida al abrir nuevas cuentas y si estaba haciendo lo suficiente para detectar y denunciar posibles actividades delictivas por parte de sus clientes. La Comisión de Bolsa y Valores de EE. UU. había abierto una investigación civil separada relacionada.
El 19 de marzo, el New York Community Bank (NYCB) acordó comprar alrededor de $38,400 millones en activos de Signature por $2,700 millones. Debido al acuerdo, 40 sucursales de Signature cambiaron de nombre a Flagstar Bank, una de las subsidiarias de NYCB.

### First Republic Bank
En el caso del First Republic Bank, ya durante las quiebras bancarias de Estados Unidos de marzo de 2023, Fitch Ratings y S&P Global Ratings habían rebajado la calificación crediticia de First Republic, a causa de "una alta proporción de depósitos no asegurados" de clientes adinerados que tenían más probabilidades de mover su dinero a otra parte y a una relación préstamo-depósito del 111%, lo que significa que el banco había prestado más dinero del que tenía en depósitos de clientes. Para aliviar las preocupaciones de una posible corrida bancaria y respaldar cualquier retiro de depósitos, el 16 de marzo de 2023, once bancos estadounidenses, incluidos JPMorgan Chase, Bank of America, Wells Fargo, Citigroup y Truist Financial depositaron USD 30 mil millones en First Republic. A pesar de los depósitos, el precio de las acciones de la empresa siguió disminuyendo.
El 19 de marzo, S&P rebajó aún más la calificación crediticia del banco a basura en tres escalones. Como justificación de la reducción afirmaron: "[...]puede que no resuelva los desafíos comerciales, de liquidez, de financiamiento y de rentabilidad sustanciales que creemos que probablemente enfrenta ahora el banco". Ese día, el déficit de capital del banco fue de USD 13,5 mil millones, que The Wall Street Journal comparó con la crisis de liquidez del Silicon Valley Bank como factor de su colapso. En su primera publicación de ganancias trimestrales desde la crisis, el banco señaló que sus clientes retiraron USD 104.5 mil millones en depósitos durante la crisis, pero señaló que las salidas se habían estabilizado en abril. Señaló que estaba "sopesando opciones estratégicas" y apuntando a reducir el tamaño de su balance.
El 28 de abril, el banco anunció planes para comenzar a vender sus bonos y valores con pérdidas para aumentar el capital y también comenzar a despedir personal. Esto hizo que el precio de las acciones cayera casi un 50% a poco más de USD 8. Múltiples equipos de asesores también comenzaron a abandonar el banco. Ese día, se anunció que la Corporación Federal de Seguros de Depósitos (FDIC) estaba considerando apoderarse del banco, lo que provocó que el precio de sus acciones cayera otro 40%.
Al cabo de algunas horas cayó otro 42%, a causa de esto la FDIC confirmó la adquisición inminente del banco.
El 1 de mayo de 2023, como parte de las quiebras bancarias de Estados Unidos de 2023, la FDIC anunció que el First Republic Bank había sido vendido a JPMorgan Chase.

## Respuesta federal

### Programa de financiamiento a plazo bancario
En respuesta a las quiebras bancarias de marzo, el gobierno federal de EE. UU. tomó medidas extraordinarias para mitigar las consecuencias en todo el sector bancario. El 12 de marzo, la Reserva Federal creó el Programa de financiamiento a plazo bancario (BTFP, por sus siglas en inglés), un programa de préstamos de emergencia que brinda préstamos de hasta un año de duración a bancos, asociaciones de ahorro, uniones de crédito y otras instituciones de depósito elegibles que prometen bonos del Tesoro de EE. UU., deuda de agencias y valores respaldados por hipotecas, y otros activos calificados como garantía. El programa está diseñado para proporcionar liquidez a las instituciones financieras, luego del colapso de Silicon Valley Bank y otras quiebras bancarias, y para reducir los riesgos asociados con las pérdidas no realizadas actuales en el sistema bancario de los EE. UU. que sumaron más de $600 mil millones en el momento del lanzamiento del programa. Financiado a través del Fondo de Seguro de Depósitos, el programa ofrece préstamos de hasta un año a prestatarios elegibles que prometen como garantía ciertos tipos de valores, incluidos los bonos del Tesoro de EE. UU., deuda de agencias y valores respaldados por hipotecas. La garantía se valorará a la par en lugar del valor de mercado abierto, por lo que un banco puede pedir prestado sobre valores de activos que no se hayan visto afectados por una serie de aumentos de tasas de interés desde 2022. La Reserva Federal también suavizó las condiciones en su ventana de descuento. El Departamento del Tesoro pondrá a disposición hasta $25 mil millones de su Fondo de Estabilización Cambiaria como respaldo para el programa.
Además de trabajar con sus contrapartes en la FDIC y el Tesoro de los EE. UU. para proporcionar liquidez a los bancos a través del BTFP, la Reserva Federal ha comenzado a discutir internamente la implementación de requisitos más estrictos de reserva de capital y liquidez para los bancos con entre $ 100 mil millones y $ 250 mil millones en activos en sus cuentas. balances. Una revisión de las regulaciones que afectan a los bancos regionales ha estado en curso desde 2022, ya que el vicepresidente de la Reserva Federal, Michael Barr, y otros funcionarios de la Administración Biden se preocuparon cada vez más por el riesgo que representa para el sistema financiero el tamaño rápidamente creciente de los bancos regionales.

### Investigaciones penales
El colapso del propio Silicon Valley Bank también ha estimulado investigaciones federales de la Comisión de Bolsa y Valores de los Estados Unidos, así como del Departamento de Justicia de los Estados Unidos. Dentro del alcance de ambas investigaciones se encuentran las ventas de acciones realizadas por altos funcionarios de Silicon Valley Bank poco antes de que el banco quebrara, mientras que la investigación de la SEC también incluye una revisión de divulgaciones anteriores financieras y relacionadas con otros riesgos realizadas por Silicon Valley Bank para evaluar su exactitud y exhaustividad.

## Expansión
El colapso público de Silvergate pronto provocó una corrida bancaria que afectó a los bancos que, como Silvergate, tomaron depósitos que en gran parte no estaban asegurados. Se aplicó un intenso escrutinio y presión a estos bancos, como Signature Bank (que quebró el domingo 12 de marzo) y First Republic Bank.  Los depositantes comenzaron a mover dinero en masa de los bancos más pequeños a los bancos más grandes. El lunes 13 de marzo cayeron las acciones de los bancos regionales. Las acciones de First Republic Bank cayeron un 67 %, y el 16 de marzo recibió un salvavidas de $30 mil millones en forma de depósitos de varios de los principales bancos de EE. UU. además de una línea de financiamiento de $70 mil millones proporcionada por JPMorgan Chase & Co. Western Alliance El precio de las acciones de Bancorporation cayó un 47% y PacWest Bancorp bajó un 21% recuperándose después de que se detuviera su negociación. Moody's rebajó su perspectiva sobre el sistema bancario estadounidense a negativa, citando lo que describió como un "rápido deterioro" de la situación financiera del sector. También rebajó las calificaciones crediticias de varios bancos regionales, incluidos Western Alliance, First Republic, Intrust Bank, Comerica, UMB Financial Corporation y Zions Bancorporation.
El presidente de los Estados Unidos, Joe Biden, hizo una declaración sobre las primeras tres quiebras bancarias el 13 de marzo y afirmó que la intervención del gobierno no era un rescate y que el sistema bancario era estable.
Las quiebras bancarias iniciales dieron lugar a especulaciones el 13 de marzo de que la Reserva Federal podría pausar o detener las subidas de tipos. A partir del 13 de marzo, los comerciantes comenzaron a modificar sus estrategias con la expectativa de que se produzcan menos aumentos de los esperados anteriormente. Algunos expertos financieros sugirieron que el BTFP, combinado con una práctica reciente de encontrar compradores que cubrirían todos los depósitos, podría haber eliminado efectivamente el límite de seguro de depósito de $250,000 de la FDIC. Sin embargo, la secretaria del Tesoro, Janet Yellen, aclaró que cualquier garantía más allá de ese límite necesitaría la aprobación de la administración de Biden y los reguladores federales.
Se esperaba que las tres quiebras bancarias iniciales y las presiones resultantes sobre otros bancos regionales de EE. UU. redujeran el financiamiento disponible en el mercado de bienes raíces comerciales y ralentizaran aún más el desarrollo de propiedades comerciales.  La línea de liquidez de la ventana de descuento de la Reserva Federal obtuvo alrededor de $150 mil millones en préstamos de varios bancos para el 16 de marzo,  más de 12 veces los $12 mil millones que proporcionó el BTFP.
Hubo varios bancos que también tuvieron importantes problemas de liquidez pero que inicialmente no quebraron el 16 de marzo, como First Republic Bank y Credit Suisse. A diferencia de los primeros tres bancos, estos bancos enfrentaron problemas a pesar de no tratar principalmente en los sectores de tecnología o criptomonedas.
Para el 16 de marzo, se estaban produciendo grandes flujos de fondos interbancarios para apuntalar los balances de los bancos y numerosos analistas informaban sobre una crisis bancaria estadounidense más general. Muchos bancos habían invertido sus reservas en valores del Tesoro de los Estados Unidos, que habían estado pagando tasas de interés bajas. Cuando la Reserva Federal comenzó a subir las tasas en 2022, los precios de los bonos disminuyeron, lo que redujo el valor de mercado de las reservas de capital bancario, lo que llevó a algunos bancos a vender los bonos con grandes pérdidas, ya que los rendimientos de los nuevos bonos eran mucho más altos. Once de los bancos más grandes de EE. UU. están proporcionando hasta $ 30 mil millones para respaldar el tambaleante banco regional First Republic con sede en San Francisco, y la línea de liquidez de la ventana de descuento de la Reserva Federal había obtenido aproximadamente $ 150 mil millones en préstamos de varios bancos hasta el 16 de marzo.
El 17 de marzo, el presidente Biden declaró que la crisis bancaria se había calmado, mientras que el New York Times dijo que la crisis bancaria de marzo se cernía sobre la economía y había reavivado el temor a una recesión, ya que los préstamos comerciales se volverían más difíciles a medida que muchos bancos regionales y comunitarios tendría que reducir los préstamos.
Para el domingo 19 de marzo, la crisis bancaria se volvió global. UBS acordó adquirir Credit Suisse el 19 de marzo en una adquisición de todas las acciones valorando Credit Suisse en 3 mil millones de francos suizos ($ 3,2 mil millones). La adquisición fue respaldada por una garantía de pérdida a corto plazo de 9 mil millones de francos suizos del gobierno suizo y $ 100 mil millones de liquidez del Banco Nacional Suizo.
También el domingo, S&P rebajó la calificación crediticia de First Republic Bank a basura en tres escalones diciendo que "puede que no resuelva los desafíos sustanciales de negocios, liquidez, financiamiento y rentabilidad que creemos que el banco probablemente enfrenta ahora".
A última hora del domingo, la Reserva Federal y varios otros bancos centrales anunciaron importantes medidas de liquidez en USD para calmar las turbulencias del mercado. En una "acción coordinada para mejorar la provisión de liquidez a través de acuerdos permanentes de líneas de intercambio de dólares estadounidenses", la Reserva Federal de EE. UU., el Banco de Canadá, el Banco de Japón, el Banco Central Europeo y el Banco Nacional Suizo se unieron para organizar intercambios diarios de dólares estadounidenses. operaciones. Estos intercambios se habían configurado previamente para que ocurrieran con una cadencia semanal.